# Prameniště Hamerského potoka u Zvonkové
Prameniště Hamerského potoka u Zvonkové je přírodní památka v okrese Český Krumlov. Nachází se na Šumavě v nivě Hamerského potoka, jeden kilometr jihozápadně od osady Přední Zvonková. Je součástí chráněné krajinné oblasti Šumava.
Důvodem ochrany je rozsáhlejší pramenná oblast s četnými rašelinnými prameništi a ojedinělými lučními rašeliništi na podkladu migmatizovaných biotitických pararul, významná flora a fauna. Jedná se o bývalé jednosečné louky, které později byly ponechány ladem. Sukcese je blokována pravidelným kosením a odstraňováním náletů dřevin.

## Flóra
Dominantními rostlinami na zdejších minerálních půdách jsou psárka luční (Alopecurus pratensis), metlice trsnatá (Deschampsia cespitosa), rdesno hadí kořen (Bistorta major), tužebník jilmový (Filipendula ulmaria) a zábělník bahenní (Potentilla palustris), k typickým druhům rostlin v chráněném území patří dále prstnatec májový (Dactylorhiza majalis), prstnatec listenatý (Dactylorhiza fuchsii), pleška stopkatá (Willemetia stipitata) a vachta trojlistá (Menyanthes trifoliata). Na rašelinných prameništích rostou vlochyně bahenní (Vaccinium uliginosum), klikva bahenní (Vaccinium oxycoccos) a různé mechorosty, především rašeliníky.

## Fauna
Z fauny je zde hojný výskyt rašeliništních bezobratlých, především motýlů. Je zde významné tokaniště i hnízdiště chřástala polního (Crex crex), bekasiny otavní (Gallinago gallinago), sluky lesní (Scolopax rusticola) a jeřábka lesního (Tetrastes bonasia).